# Sokół (Gorlice)
Sokół – część miasta Gorlice, do 1977 samodzielna wieś. Leży na wschód od centrum miasta, w okolicy ul. Dukielskiej.

## Historia
Dawniej wieś i gmina jednostkowa w powiecie gorlickim, za II RP w woј. krakowskim. W 1934 w nowo utworzonej zbiorowej gminie Glinik Marjampolski, gdzie utworzył gromadę.
Podczas II wojny światowej w gminie Glinik Mariampolski w powiecie Jaslo w dystrykcie krakowskim (Generalne Gubernatorstwo). Liczył wtedy 760 mieszkańców.
Po wojnie znów w gminie Glinik Mariampolski w powiecie gorlickim, w nowo utworzonym województwie rzeszowskim. Jesienią 1954 zniesiono gminy tworząc gromady. Sokół wszedł w skład nowo utworzonej gromady Gorlice, gdzie przetrwał do końca 1972 roku, czyli do kolejnej reformy gminnej.
1 stycznia 1973 ponownie w gminie Gorlice. Od 1 lipca 1975 w województwie nowosądeckim.
1 września 1977 Sokół włączono do Gorlic.